# Герт Постел
Герт Постел е германски пощальон, известен с това, че чрез измама нееднократно е получавал работа като лекар, без да притежава медицинско образование.

## Кариера като измамник

### Служител в общественото здравеопазване във Фленсбург
През септември 1982 Постел успешно кандидатства за помощник на началника на управлението по здравеопазване във Фленсбург, като се представя под псевдонима „Клеменс Бартолди, доктор по философия и медицина“. Запитан за темата на своята дисертация, той съобщава заглавието „Pseudologia phantastica“ на примера на Феликс Крул от едноименния роман на Томас Ман и когнитивно индуцираните пристрастия в стереотипните съждения".
Поради случайност идентичността му е разкрита през април 1983 и Постел е принуден да напусне заемания от него пост. През 1984 е осъден условно за фалшификация на документи и неоторизирано присвояване на академични титли.
Впоследствие работи като лекар на други места, в това число в частна клиника и като военен хирург в Бундесвера.

### Главен лекар в психиатричната клиника вШадрас
След като прекарва известно време в изучаване на теология, Постел отново се завръща към медицината през 1995. Използвайки истинското си име, участва на конкурс за главен лекар в клиниката по неврология и психиатрия в Шадрас, близо до Лайпциг. В задълженията му влиза извършването на психиатрични експертизи и изнасянето на лекции за лекари психиатри. В продължение на 18 месеца Постел изпълнява служебните си задължения, без да привлече подозрението нито на лекарите и останалия медицински персонал в болницата, нито на пациентите. Нещо повече – той е високо оценен като професионалист. Разпознат е случайно на 10 юли 1997 от своя сътрудничка, чиито родители го познават от Фленсбург. Постел се укрива от полицията и в продължение на 11 месеца пътува из Германия. Не напуска страната, въпреки че има пълната възможност да го направи. Към момента на укриването си е имал насрочено събеседване с Ханс Гайслер, министър на обществените въпроси, здравеопазването и семейството на провинция Саксония, във връзка с избирането на Постел за професор и назначаването му на ръководна длъжност в болницата по неврология и психиатрия в Арнсдорф, близо до Дрезден.

### Арест и съд
Герт Постел е арестуван на 12 май 1998. През 1999 съдът в Лайпциг го осъжда на 4 години затвор за измама и фалшификация на документи. Осъден е също така да върне сумите, които е получавал като заплата в Шадрас. След освобождаването му с пробация през 2001 Постел публикува книгата „Doktorspiele“ (Играещият лекар), написана в затвора, в която разказва за медицинската си практика в Шадрас.

## След затвора
След публикацията на книгата си, Постел се превръща в един от идолите на антиписихиатричното движение в Германия.
През 2002 по телевизия ARD е излъчен документалният филм „Der Unwiderstehliche – Die 1000 Lügen des Gert Postel“ („Неустоимият – хилядата лъжи на Герт Постел“).
През юни 2007, едновременно с конгреса на Световната психиатрична асоциация в Дрезден, Постел изнася публични лекции за психиатрията като псевдонаука.
През същата година е номиниран от немската неправителствена организация „Федерална асоциация на оцелелите от психиатрията“ за Нобелова награда по медицина. Като основание за номинацията са посочени разобличаването на псевдонаучността на психиатричните практики чрез извършване на експеримент, комплементарен на експеримента на Розенхан. Докато Розенхан доказва, че професионалните психиатри като правило не са способни да разпознаят симулантите сред своите пациенти, Постел съумява да докаже тяхната неспособност да разпознаят измамник, представящ се за техен колега.
Според самия Постел в неговите планове не влиза извършването на нови измами, интересите му понастоящем са в областта на философията.